# Mads Christensen (ishockeyspiller)
 Der er flere personer med dette navn, se Mads Christensen.
Mads Christensen (født 2. april 1987) er en dansk ishockeyspiller der spiller for EHC München i den bedste tyske række, DEL. Han har tidligere spillet for Herning Blue Fox og SønderjyskE Ishockey. Hans foretrukne position er forward. Han afgjorde i 2008, den 5. kamp i finaleserien om det danske mesterskab mod Frederikshavn White Hawks, da han scorede kampens afgørende mål i overtime, hvilket dermed sendte DM-guldet til Herning. Han debuterede på det danske ishockeylandshold ved VM i ishockey 2007 da Danmark tabte 9-1 til Rusland. Mads Christensen blev kåret til kampens bedste danske spiller. 
Mads Christensen har desuden skrevet under på en kontrakt med den tyske storklub Eisbären Berlin, og spiller derfor sæson 2010/11 i den tyske hovedstadsklub.
Han har desuden spillet for det danske junior-landshold ved U-18 VM i 2004 og 2005 og ved U-20 VM i 2005, 2006 og 2007. I december 2006 var Mads Christensen en af de bærende kræfter på det danske U-20 juniorlandshold, som på hjemmebane i Odense vandt sin VM-pulje og dermed rykkede op blandt verdens bedste juniorlandshold for første gang nogensinde. Mads Christensen sluttede turneringen med 2 mål og 5 assists for 7 points i 5 kampe.
Mads Christensen er ikke draftet af en NHL-klub.

## Eksterne links
- http://www.dr.dk/Sporten/Ishockey/2010/04/08/172936.htm
- Mads Christensens profil på Eurohockey.com (engelsk)
- Mads Christensens profil på Hockeydb.com (engelsk)
- Mads Christensens profil på Eliteprospects.com (engelsk)